# Murray Gell-Mann
Murray Gell-Mann (født 15. september 1929 på Manhattan, New York, USA, død 24. maj 2019) var en amerikansk fysiker, der var en aldeles aktiv person inden for forskning af elementarpartikler. Han  modtog i 1969 Nobelprisen for sit arbejde med teorien omkring elementarpartiklerne. Han var blandt andet forfatter til bogen Quarken og Jaguaren fra 1995, som er oversat til dansk, og handler om både elementarpartikelfysik og komplekse systemer. Gell-Mann beskæftigede sig de sidste 25 år hovedsageligt med komplekse system, fraktalteori og non-lineære sammenhænge. I 2010 udgav han bogen Complex Systems Scientist sammen med velrenommerede forskere som Stuart Kauffmann (Coming of Age in the Universe), Stephen Wolfram (A New Kind of Science) samt 3 andre forfattere.